# Corps mental
 (septembre 2014).
Le corps mental est un des corps subtils dont parlent certaines écoles ésotériques occidentales, au-dessus du corps physique, du corps éthérique, du corps astral, mais au-dessous du corps causal.
Le corps mental fait partie du Septénaire.
Synonymes selon Pierre A. Riffard : « âme rationnelle » (chez Aristote), « âme d'entendement et de sentiment » (chez Rudolf Steiner), « intellect » (chez Max Heindel), « manas inférieur » (théosophie), manomaya-kosha (en sanskrit, enveloppe faite de pensées et d'émotions, dans le Védânta), « soi fait de pensée » (dans l'hindouisme), deuxième composante du linga-sharîra (corps-signe). 
Les théosophes parlent du « corps mental » comme du « mental inférieur » et du « corps causal » comme du « mental supérieur ». Pour Arthur Powell, le manomaya-kosha, ou enveloppe faite de pensées et d'émotions, recueille et élabore, alors que le vijñâmaya-kosha, ou enveloppe fait d'intelligence, "corps mental supérieur", "Ego", ordonne et discerne. Le mental inférieur repose entièrement sur des images mentales construites par les sens, qu'il raisonne autour d'objets uniquement concrets et qu'il traite d'attributs différenciant un objet d'un autre ; l'Ego, en revanche, utilisant la conscience causale et ayant appris à distinguer clairement les différents objets et leurs différences, commence à les regrouper selon quelques attributs communs qui apparaissent en un certain nombre d'objets divers, et forme un lien entre eux.

## Historique de la notion
- Quant à l’existence d'un équivalent en Égypte pharaonique, il est toujours délicat de vouloir établir des concordances entre deux notions de civilisations différentes. Christian Jacq : « L'initié égyptien prend conscience des neuf éléments essentiels de l'être : [1] le corps [djet], image matérielle du grand corps céleste ; [2] ka, dynamisme créateur ; [3] [l'âme], ba, possibilité d'incarner le divin sur cette terre ; [4] l'Ombre [shut], reflet de la vérité ; [5] l' akh, lumière de l'esprit ; [6] le Cœur [ab], siège de la conscience ; [7] le sekhem, puissance de réalisation ; [8] le Nom [rèn], vérité ultime de toute création ; [9] le sakh, corps spiritualisé. (…) Tout ce qui vit a son 'génie', a son ka ; ce dernier est à la fois dynamisme de l'homme pensant, puissance sexuelle, substance vivante contenue dans les aliments. Le ka enveloppe la vie et la mort »[2] Valéry Sanfo : « Nous pouvons considérer le ka comme correspondant au corps doublé éthéré, le ba au corps astral, le chu au corps mental supérieur ou corps causal. »[3]
- Au sein de l'hindouisme, dans les Upanishad (dans la Taittiriya Upanishad) et dans le Védânta, le manomaya-kosha est le niveau subtil (Sûkshma-sharîra) composé de pensée et d'émotions. Il est constitué des cinq organes des sens (Jñānendriya : ouïe, toucher, vue, goût, odorat), des cinq organes d'action (Karmendriya) et de manas).
- Vers 330 av. J.-C., dans son traité De l'âme, Aristote distingue quatre grandes fonctions ou facultés (dynameis) ou formes de l'âme (psyché), qui marquent les étapes d'un développement de l'âme. 1) La faculté nutritive ("l'âme nutritive") est la capacité d'assimiler les éléments extérieurs, elle appartient à tous les vivants, plantes et animaux, qui croissent ; elle est groupée avec la faculté reproductrice, fonction de procréation. 2) La faculté sensitive apparaît chez les seuls animaux, avec les sens (du plus bas au plus haut : le toucher, le goût, l'odorat, l'ouïe, la vue), la perception du plaisir et de la douleur, le désir, puis - pour l'homme - l'imagination et le bon sens (l'homme sent qu'il sent et discrimine les diverses sensations). 3) la faculté motrice ou appétitive fait que les animaux les plus parfaits peuvent se mouvoir pour satisfaire leurs besoins. 4) La faculté pensante, la raison, l'intellect (noûs), n'appartient qu'à des êtres "comme l'homme et tout être de cette sorte ou supérieur, s'il en existe" (De l'âme, II, 3, 414 b 18) : ils raisonnent (De l'âme, 415 a 10). Cette dernière faculté correspond assez bien au "corps mental". Aristote semble dédoubler l'âme intellective en intellect patient et intellect agent[4] ; ce dernier, séparé, immortel, producteur d'idées universelles, correspond peut-être au corps causal.
- Helena Blavatsky et le théosophisme parlent, dans le cadre de leur Septénaire humain, de "manas inférieur". Manas, en sanskrit, signifie "mental", "sens internes". Le « manas supérieur » est le corps causal.

## Manifestations
Certains phénomènes et expériences attestent, selon les ésotéristes, de l'existence d'un corps mental, distinct du cerveau, de la pensée
1. Les formes-pensées. Il se crée des pensées qui ont une existence autonome, par exemple les idées fixes, les obsessions, les mentalités. Pour Annie Besant, « le monde mental est un monde réel… les pensées sont des choses… chaque nation a une atmosphère mentale qui lui est propre » (La vie occulte de l'homme, pp.  62-63). Powell : « Le corps mental sert l'intelligence pour les idées concrètes ; le corps causal est l'organe de la pensée abstraite. »
2. Les images du rêve. Selon les théosophistes (Helena Blavatsky, Charles Leadbeater) et les anthroposophes (Rudolf Steiner), les images oniriques proviennent du corps mental.
3. La possession
4. Les maladies mentales. À suivre Valéry Sanfo, « beaucoup de troubles psychiques découlent d'un mauvais emploi du corps mental. Déjà les névroses présentent un déséquilibre entre le corps astral et le mental » (Les corps subtils, 2004, p. 75).
5. Le cerveau et la moelle épinière seraient les sièges du corps mental[5], de sorte que leur santé renseignerait sur l'état du corps mental.